# Horeca en winkels op Nederlandse treinstations
NS Stations Retailbedrijf (voorheen Servex) is een horeca- en retailbedrijf, onderdeel van de Nederlandse Spoorwegen, dat onder andere veel eetgelegenheden op spoorwegstations in Nederland uitbaat.
Op stations beheert NS Stations Retailbedrijf commerciële ruimtes in de stationshal, op de perrons en dergelijke. Verder verzorgt het bedrijf de drank- en snackautomaten op stations en voorheen de catering in de treinen. Het fungeerde als uitbater van het stadslandgoed de Kemphaan in Almere.
NS Stations Retailbedrijf is onderdeel van de NS en ontstond in 1973 voor het beheer van kiosken en restauraties op de stations. Het bedrijf ontplooit activiteiten op zo'n 90 stations in Nederland.
Tot 14 mei 2012 was NS Stations Retailbedrijf bekend onder de naam Servex. De naam Servex verdween en de activiteiten maken sindsdien integraal onderdeel uit van de stationsorganisatie van de Nederlandse Spoorwegen: NS Stations.

## Horeca- en winkelformules op NS-stations

### Uitgebaat door NS Stations Retailbedrijf

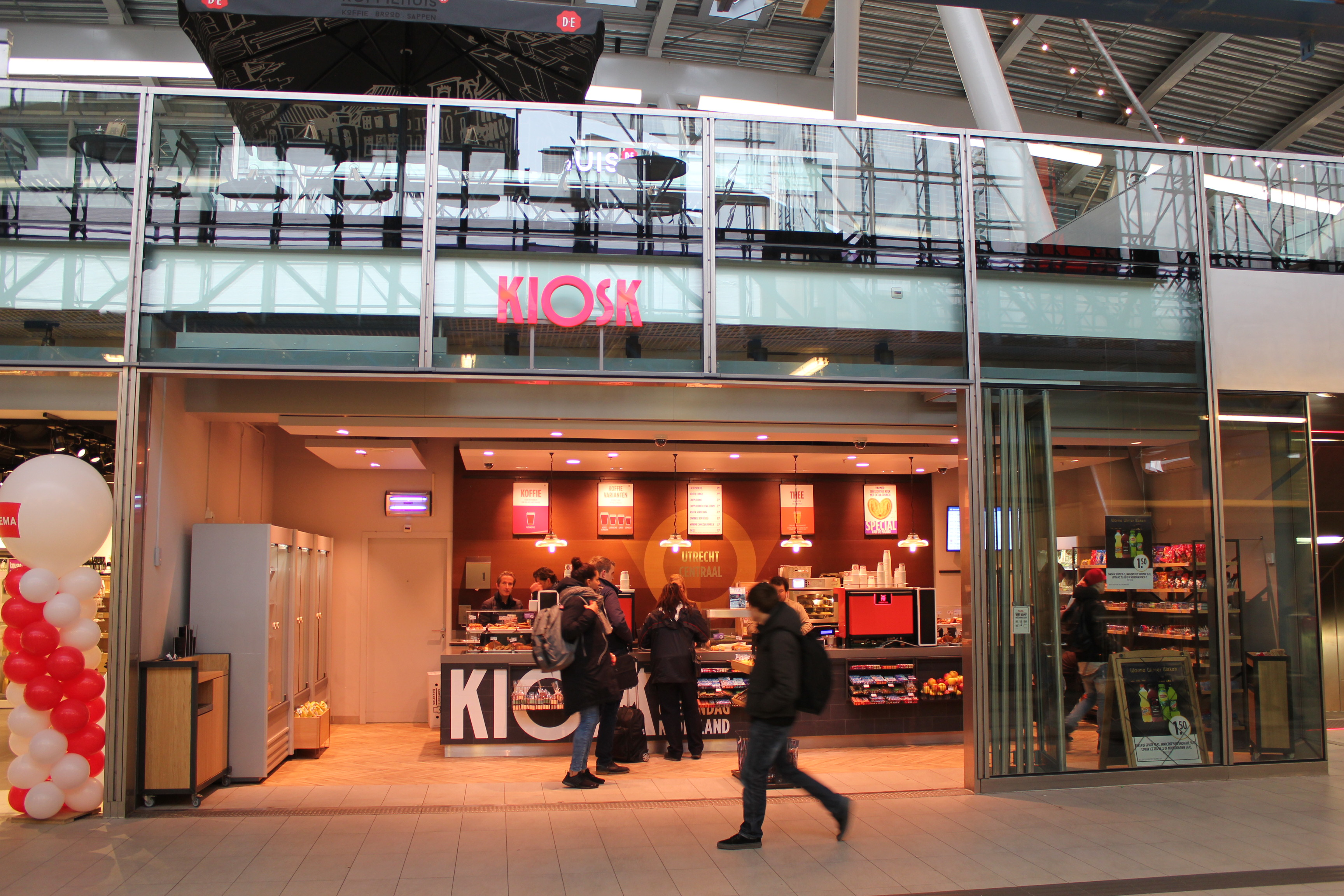
Kiosk Station Utrecht Centraal

- Formules van nationale en internationale ketens, waarvan de vestigingen op de stations door NS Stations Retailbedrijf worden uitgebaat:
  - AH to go
  - HEMA Per 1 oktober 2018 heeft HEMA deze overgenomen en beheert HEMA de negen franchiselocaties zelf. Vanaf 31 augustus 2023 exploiteert NS Stations Retail bedrijf de 9 locaties op NS stations door een nieuwe overeenkomst met HEMA voor 7 jaar. [2][3][4]
  - Rituals Per 1 april 2022 zijn deze winkels eigen beheer van Rituals.
  - Starbucks
  - Smullers (niet meer in beheer van NS Stations)
  - TRECK/Broodzaak (niet meer in beheer van NS Stations)
- Eigen formules van NS Stations Retailbedrijf:
  - Automaten
  - Julia's
  - Kiosk
  - Railcatering (opgeheven per 1 februari 2021)[5]
  - Fiets & Service
  - StationsHuiskamer

#### Kiosk

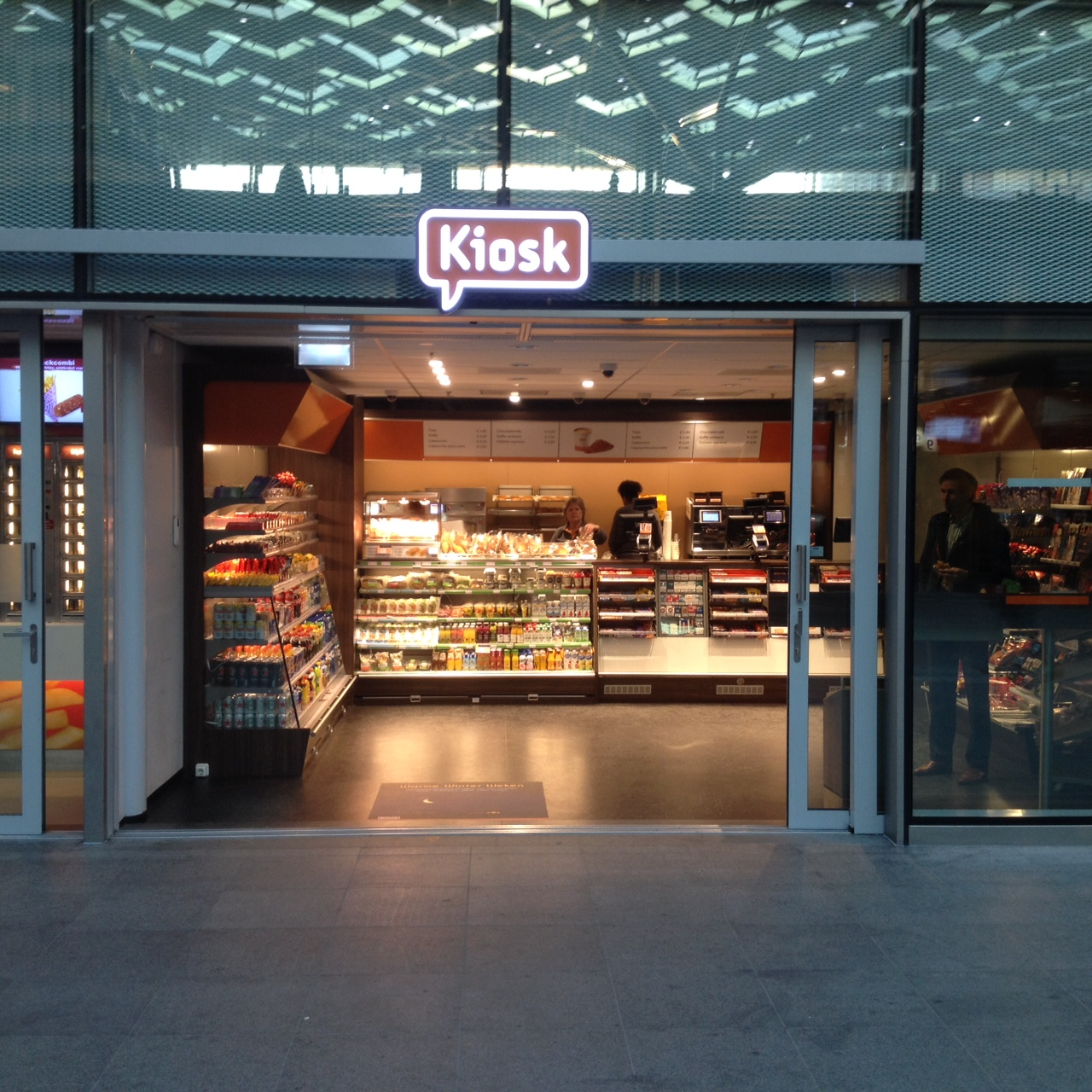
Kiosk Den Haag Centraal

Kiosk heeft een assortiment aan producten die de reiziger nodig zou kunnen hebben. Zo kan hier verse koffie, thee, broodjes, snoep, snacks en koek gehaald worden maar ook tijdschriften en beltegoed. Er zijn vestigingen met een uitgiftebalie en inloopwinkels waar bijvoorbeeld treinkaartjes worden verkocht. 

#### AH to go

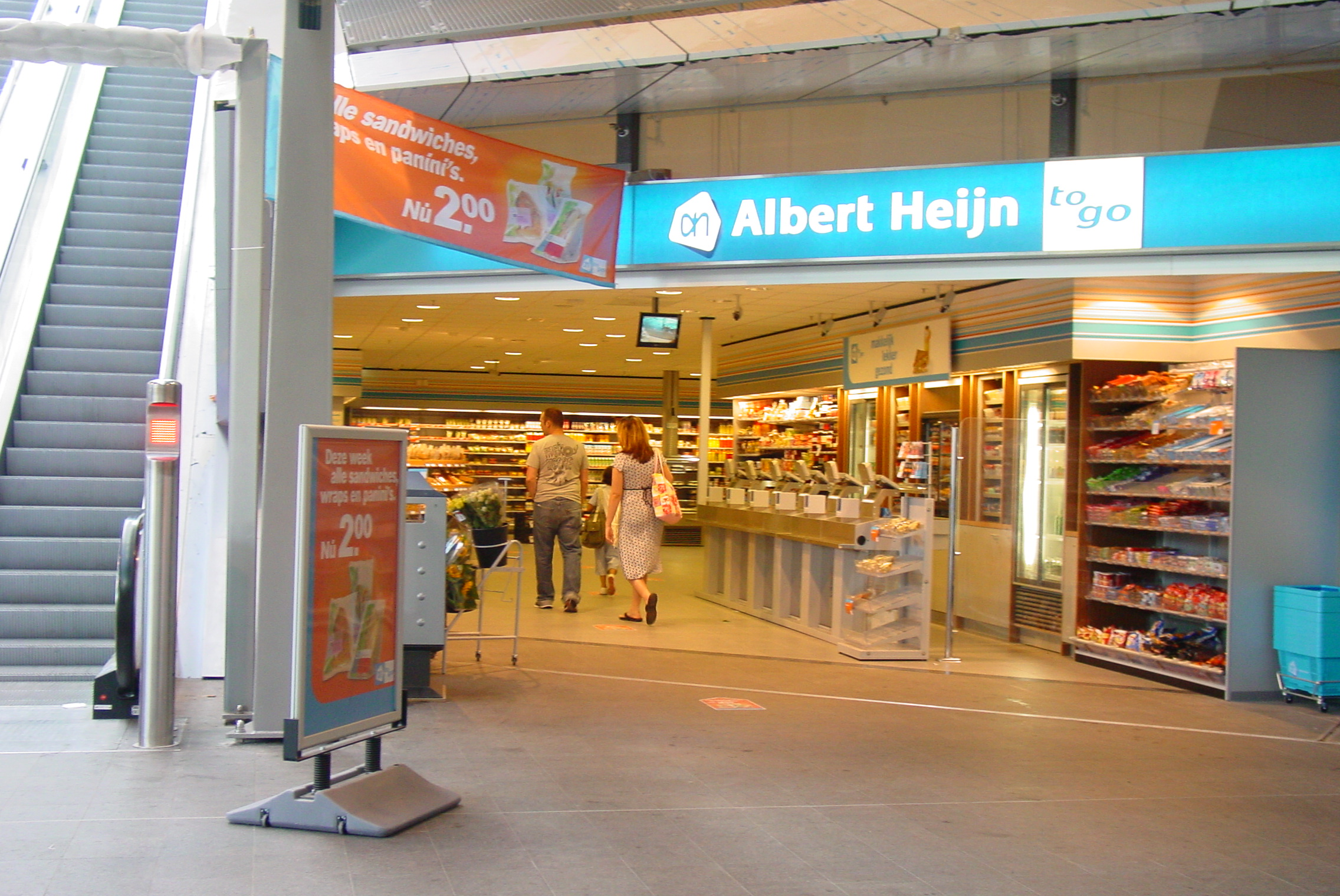
AH to go Amsterdam Bijlmer Arena

AH to go is een winkelformule van Albert Heijn voor gemakswinkels met, naast vestigingen elders, in 2008 31 vestigingen op diverse grote NS-stations.  Een deel van de winkels werd vanuit Ahold geëxploiteerd. Men verkoopt onder meer drank, kant-en-klaarmaaltijden, frisdrank, koffie en thee, warme broodjes. Daarnaast is er een eenvoudig assortiment aan dagelijkse boodschappen. Gekoeld bier is verkrijgbaar tegen een flink hogere prijs dan andere AH-vestigingen. De vestigingen van AH to go op de NS-stations zijn eigendom van Stationsfoodstore, een onderdeel van NS Stations Retailbedrijf. Stationsfoodstore is een franchisenemer van Ahold (AH supermarkten).

#### Smullers

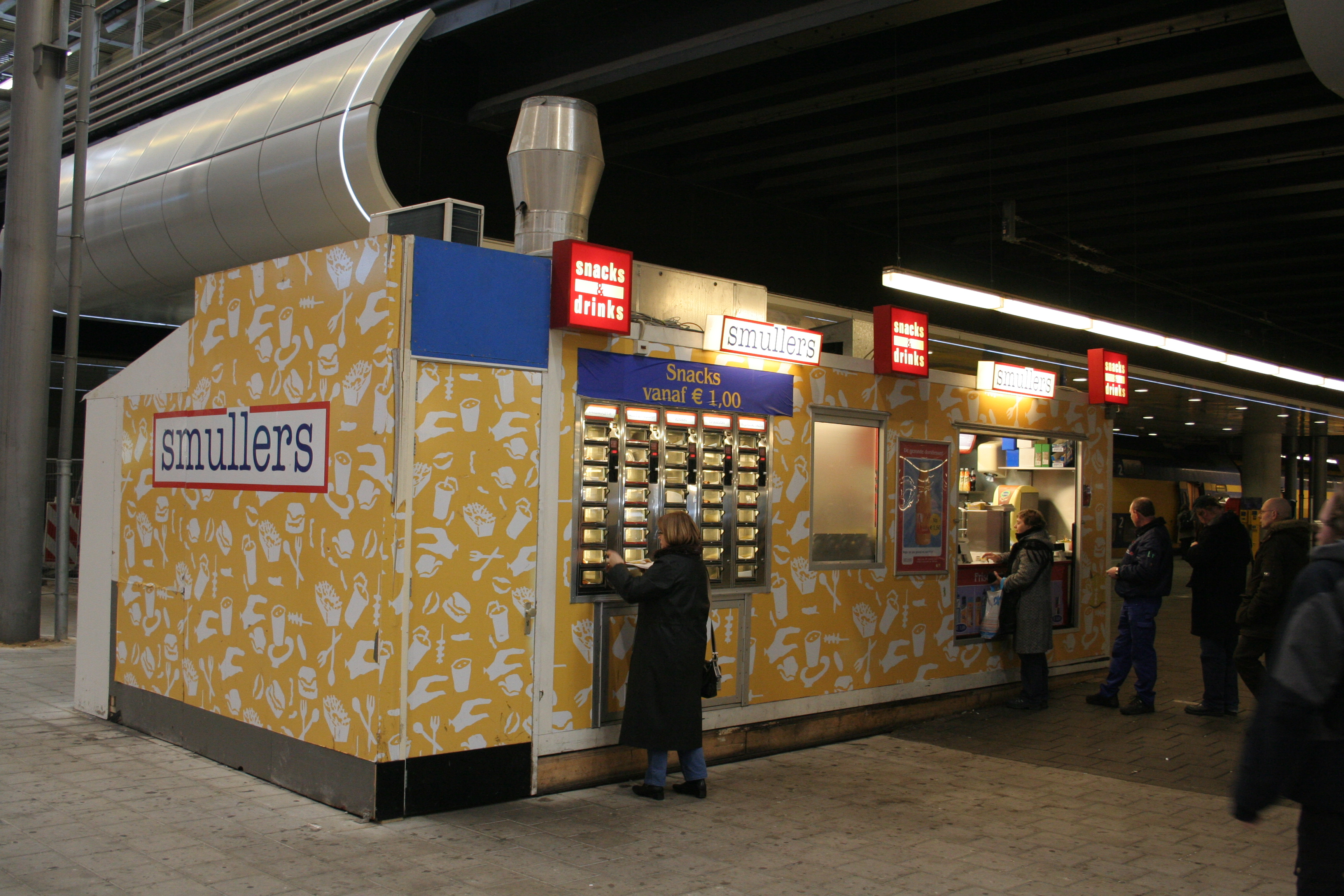
Smullers op station Den Haag Centraal

Smullers is een snackbarketen met 36 vestigingen.

#### Julia's
Julia's is een restaurantformule in Italiaanse stijl en producten, waar verse meeneem pastamaaltijden verkocht worden. De maaltijden worden bereid in een open keuken. Er zijn andere Italiaanse producten verkrijgbaar, zoals Illy-koffie, belegde ciabatta's, saladegerechten en tiramisu.
De formule is door NS Stations Retailbedrijf ontwikkeld. In november 2008 werd een pilot-store geopend in de Westtunnel van station Amsterdam Centraal. Er volgden vestigingen in de stations verspreid door heel Nederland.

#### Railcatering
Railcatering werd ingezet op een beperkt aantal Intercitytreinen rondom Utrecht en Almere. Hierbij was een verkoper aan boord met een rugtas en een bak voor, die verschillende producten van de Kiosk verkocht, waaronder koeken, chocolade en snoep, koffie en thee. De aanwezigheid van een railcateraar werd via de omroep kenbaar gemaakt. Tot circa 2003 werd Railcatering in Intercity's door heel Nederland uitgevoerd met een karretje. Het gebruik van deze karretjes verklaart de liftdeuren in de oudere VIRM-dubbeldekkers. Mede dankzij de coronacrisis, waarbij de Railcatering al maanden niet meer in de treinen werd ingezet, maar bij andere formules van NS Retail werkte, heeft NS Retail besloten om per februari 2021 permanent te stoppen met de Railcatering.

#### StationsHuiskamer
Op enkele stations in Nederland is de formule StationsHuiskamer aanwezig. In de grotere stations gaat het om een ruime lunchroom/koffiebar. In kleinere stations zijn de winkels vergelijkbaar met Kiosk maar dan met een zitgelegenheid voor reizigers die op de trein wachten.

### Uitgebaat door HMSHost

#### TRECK (voorheen Broodzaak, en daarvoor C'est du Pain)
TRECK verkoopt belegde en luxere broodjes, koek, koffie, thee, melk, sappen en frisdranken. Tot 2008 heetten de winkels C'est du Pain, daarna is die naam geleidelijk verdwenen. Sinds eind 2018 is deze formule door HMSHost van NS Stations Retailbedrijf overgenomen. In mei 2019 werd bekend dat HMSHost de 29 locaties van Broodzaak ombouwt naar het concept Treck.

#### Burger King
Er zijn 27 Burger King-vestigingen op stations en twee daarbuiten. NS Stations Retailbedrijf was tot 2015 de grootste franchisenemer van Burger King in Nederland. Eind 2015 is de exploitatie van Burger King van NS Stations Retailbedrijf overgegaan naar HMSHost.
HMSHost exploiteert zowel volwaardige Burger King-vestigingen als 'compact stores' met een beperkter assortiment.

#### La Place Express
La Place en La Place Express hebben eveneens enkele horecafaciliteiten op stations.

## NS Stations Retailbedrijf en zijn voorgangers in het nieuws

### 2005: cao-conflict
Eind 2005 was Servex in het nieuws omdat er een conflict ontstond tussen werknemers en werkgevers over de cao van het bedrijf, wat resulteerde in stakingen bij sommige vestigingen.

### 2009: discriminatie
In juli 2009 kwam Servex negatief in het nieuws omdat de door geëxploiteerde AH to go-winkels Marokkaanse Nederlanders als personeelsleden zou weren. Dit zou blijken uit een overzicht van de afdeling personeelszaken van de Albert Heijn to go-winkels.
Op 1 april 2010 is de Commissie Gelijke Behandeling na onderzoek tot de conclusie gekomen dat Servex, het hoofdkantoor van de AH to Go's op de stations, discriminatie op grond van ras en leeftijd heeft toegelaten.
De Commissie heeft ook kunnen vaststellen dat er daadwerkelijk een 22-jarige sollicitant geweigerd is vanwege zijn leeftijd, terwijl niet duidelijk was dat het om een functie ging waarvoor een dergelijk onderscheid is toegelaten.